# Mesosa undata
Mesosa undata là một loài bọ cánh cứng trong họ Cerambycidae.